# Chocianowice (wieś)
Chocianowice (dodatkowa nazwa w j. niem. Kotschanowitz, od 1936 do 1946 Kiefernrode) – wieś w Polsce położona w województwie opolskim, w powiecie kluczborskim, w gminie Lasowice Wielkie.
Położona w pobliżu rzeki Stobrawy, na nizinnych terenach Równiny Opolskiej (stanowiącej część obszaru Niziny Śląskiej) i skraju ważnej, zwartej strefy leśnej województwa opolskiego – Stobrawskiego Parku Krajobrazowego. 
W okresie nazistowskiego reżimu w latach 30. i 40. miejscowość nosiła nazwę Kiefernrode.
W latach 1954–1961 wieś należała i była siedzibą władz gromady Chocianowice, po jej zniesieniu w gromadzie Lasowice Małe. 
Do czasu reformy administracyjna w 1999 wieś związana była z dawnym powiatem oleskim.

## Zabytki

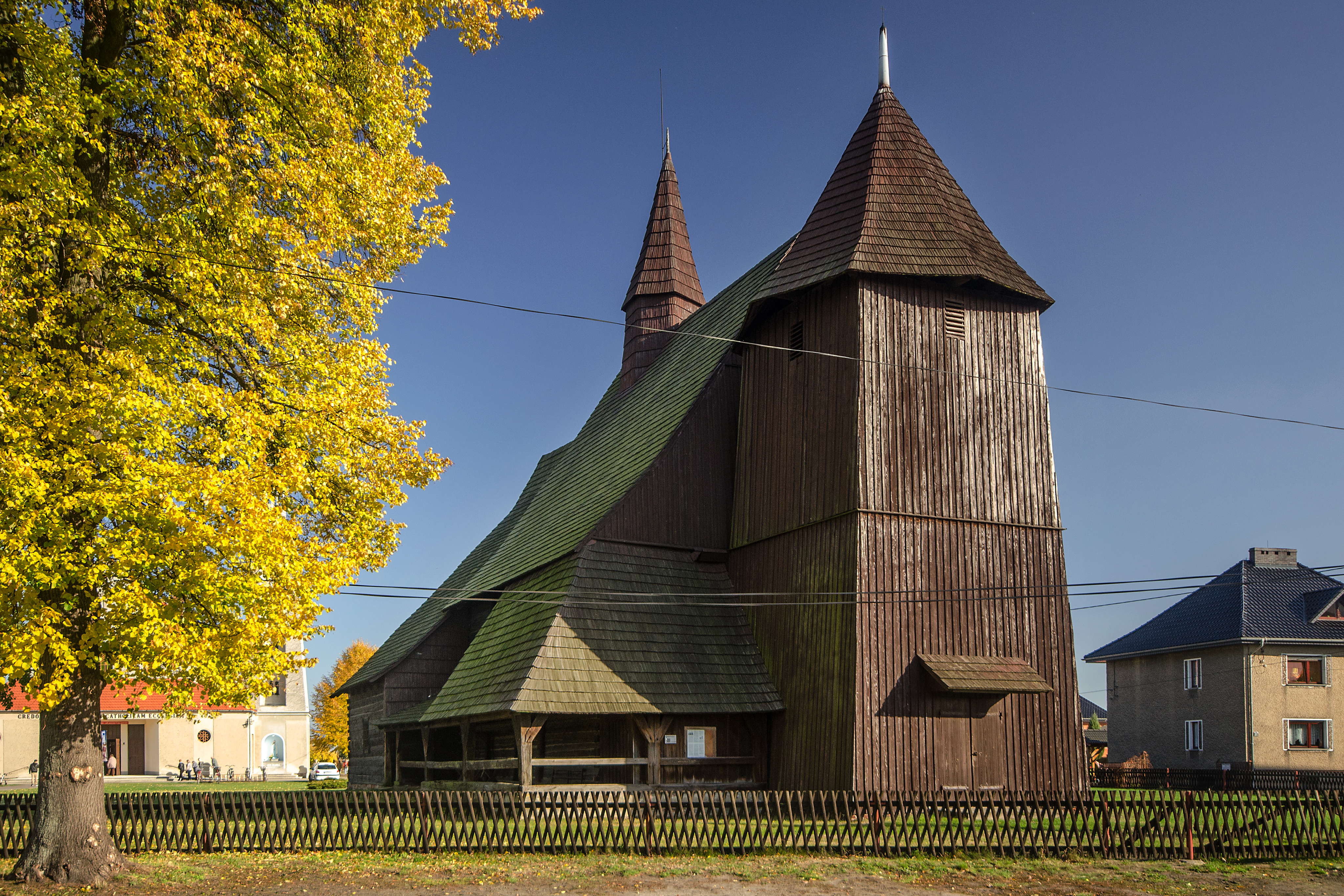
Kościół Narodzenia NMP w Chocianowicach

Do wojewódzkiego rejestru zabytków wpisany jest kościół pw. Nawiedzenia NMP, drewniany, z 1662 r. – XVII wieku, obecnie służący jako kaplica przedpogrzebowa. W pobliżu w latach 50. XX wieku wybudowano nową, murowaną świątynię

## Sport
- Drużyna piłkarska LZS Chocianowice powstała w 1949 roku. Drużyna ta posiada w chwili obecnej (na dzień 28.12.2014) drużynę seniorów oraz juniorów młodszych.